# Aleksander Śnieżko (historyk)
Aleksander Śnieżko (ur. 6 lutego 1896 w Kiejdanach,  zm. 13 lipca 1975 we Wrocławiu) – pierwszy dyrektor Muzeum Poczty i Telekomunikacji we Wrocławiu, historyk poczty i filatelista, publicysta, autor artykułów i książek dotyczących historii poczty polskiej, a także kolekcjoner ekslibrisów. 

## Życiorys
Był organizatorem i pierwszym dyrektorem Muzeum Poczty i Telekomunikacji w latach 1955–1965. Jako historyk poczty publikował na łamach „Komunikatu Wewnętrznego Oddziału Krakowskiego PZF”, „Filatelisty”, „Łódzkiego Biuletynu Filatelistycznego”, „Union Postale”, „Ziemi Lidzkiej”, „Łącznika Pocztowego”, „Stolicy”, „Słowa Polskiego”, „Sammler-Expressu” (NRD) i innych. Był autorem ok. 400. publikacji, m.in. Kościół farny w Mirze • Szkic monograficzny 1587–1937 (Lida 1937), Dworek Mickiewiczowski w Nowogródku • Monografia historyczna (Wilno 1930), Szkice z dziejów poczty śląskiej (Zamość 1957), Ekslibrisy filatelistyczne (Wrocław 1957), Historiografia poczty polskiej (Warszawa 1959), Polska literatura filatelistyczna 1894–1951 • Monografia bibliograficzno–biograficzna (Turkowice b.r.w.), Poczta polska w Stambule 1766-1922 (Warszawa 1960), Dawne szyldy pocztowe (Wrocław 1962), Motyw pocztowy w ekslibrisie (Wrocław 1963). Jego praca dotycząca pierwszej zasadniczej reorganizacji poczty polskiej pt. La première réorganisation fondamentale des postes polonaises et les premiéres relations avec l’étranger (1956) została opublikowana w języku francuskim, niemieckim, angielskim, arabskim, chińskim, hiszpańskim i rosyjskim. 
Kolekcjonował ekslibrisy o tematyce pocztowej i filatelistycznej. Swój zbiór przekazał w darze wrocławskiemu Muzeum Poczty i Telekomunikacji, w którym stał się podstawą przyszłych zbiorów.
Został odznaczony Krzyżem Kawalerskim Orderu Odrodzenia Polski i Złotą Odznaką „Zasłużony Pracownik Łączności”.

## Publikacje książkowe
- Szkice z dziejów poczty śląskiej, wyd. broszurowe ZZPT, 1957
- Ekslibrisy filatelistyczne, wyd. Wydawnictwo Muzeum Poczty i Telekomunikacji, 1957
- Poczta miejska miasta st. Warszawy 1915–1918, wyd. Agencja Wydawnicza „Ruch”, 1965

## Upamiętnienie
W uznaniu jego zasług Poczta Polska wydała w 1987 kartkę pocztową (Cp 967), na której na znaku opłaty o wartości 10 zł znalazł się jego wizerunek. Umieszczono na niej także napis: Autor prac z zakresu historii poczty i filatelistyki, organizator i dyrektor Muzeum Poczty i Telekomunikacji we Wrocławiu w latach 1955–1965. Kartkę zaprojektował grafik – Michał Piekarski.